# Белаја (Имандра)
Белаја, или Велика Белаја (рус. Белая, или Большая Белая), мања је река која протиче преко територија Кировског и Апатитског градског округа у централном делу Мурманске области, на крајњем северозападу Русије. Притока је језера Имандре и део басена реке Ниве и Белог мора. 
Укупна дужина водотока је 24 km, док је површина сливног подручја око 239 km². 
Свој ток започиње као отока ледничког језера Велики Вудјавр на надморској висини од 312 метара. Тече у смеру запада јужном подгорином Хибинских планина, а у Имандру се улива на надморској висини од 127 метара. Просечан пад речног корита је 6,16 метара по километру тока.
На њеној левој обали налазе се градови Кировск и Апатити.